# Конюшковская улица
Конюшко́вская у́лица (в XIX веке Верхняя Прудовая улица, Нижняя Пресненская улица') — улица в Центральном административном округе города Москвы. Проходит параллельно Садовому Кольцу и руслу реки Пресни от площади Свободной России до Баррикадной улицы. Нумерация домов ведётся от площади Свободной России (по существу, собственная нумерация существует только к северу от Малого Конюшковского переулка). К улице также примыкают с нечётной (западной) стороны улица Заморёнова, Рочдельская улица, c чётной Большой Девятинский переулок.

## Происхождение названия
От конюшен Введенского Богородицкого, или Новинского, монастыря (см. Новинский бульвар), впоследствии патриаршего конюшенного двора

## История
Улица возникла в XVII веке, на правом берегу Пресненских прудов. В конце века на месте обширных владений Новинского монастыря к востоку от Пресни обосновалась Патриаршая садовая слобода; монастырь продолжал владеть пахотными землями от р. Пресни до р. Ходынки. В конце XVIII века окрестности Пресни, Трёх гор и Студенца становятся популярным местом гуляний; в 1806 берега Пресни были благоустроены на казённый счёт. В 1864 на Большой Пресенской (улица Красная Пресня) был открыт Московский зоологический сад, а через тридцать лет в конце Конюшковской улицы была выстроена агрономическая станция ботанического сада. Застройка самой улицы оставалась преимущественно деревянной.
В декабре 1905 на Пресне шли бои между рабочими дружинами и правительственными войсками.
В 1908 году река Пресня была заключена в коллектор. В 1920-е гг. некоторые из Пресненских прудов были засыпаны, а на месте Среднего пруда (к северу от Рочдельской улицы) в 1922 устроен футбольный стадион «Красная Пресня». В начале 2000-х гг. существовали планы строительства на его месте Парламентского центра Федерального собрания Российской Федерации, не получившие развития.
В 1960-е — 1980-е годы на Конюшковской были выстроены три примечательных здания (почтовый адрес у всех трёх связан с другими улицами):
- в 1965—1970 построено Здание СЭВ, ныне занимаемое мэрией Москвы (Новый Арбат, 36)
- в 1965—1979 построен Дом Советов РСФСР — ныне известное как Белый дом (Здание Правительства РФ, Краснопресненская набережная, 12)
- Посольство США («новые» корпуса). Первая очередь строительства восьмиэтажного главного здания (1979—1985) была прервана из-за выявления американцами «оперативно-технического проникновения» спецслужб СССР. Решением Конгресса США здание было приговорено к сносу — за счёт американских налогоплательщиков. Фактически, заложенные в здание спецсредства были деактивированы ещё в 1982 и возобновление их работы было мало вероятно. 5 декабря 1991 советская сторона передала американцам описание заложенных спецсредств; в 1994—1999, после частичного сноса, американцы достроили здание — до десяти этажей[5].

В 1991 и 1993 непосредственно на Конюшковской разворачивались события Августовского путча и Разгона Верховного Совета РФ.

## Примечательные здания и сооружения
По нечётной стороне:
- Горбатый мост. Возле моста в 1981 году установлен Памятник героям-дружинникам, участникам баррикадных боёв на Красной Пресне (Скульптор Д. Б. Рябичев, архитектор В. А. Нестеров)
- № 31 (в сквере у метро Краснопресненская) — б. бактериолого-агрономическая станция ботанического сада, 1894 — начало XX века, архитекторы П. В. Харко,[6] Р. И. Клейн, А. Э. Эрихсон (спорно)[7]
- В сквере, носившем до 1991 года имя Павлика Морозова, в 20-30 годах XX века располагался пруд, который зимой превращался в каток «1-го мая»[8]

По чётной стороне:
- № 26—34 — застройка 30-х годов XX века. Непосредственно за ней — Жилой дом на Кудринской площади. Особо примечателен трёхподъездный шестиэтажный кирпичный жилой дом № 26 (первоначально — № 28), построенный по индивидуальному проекту в 1935 году, как ведомственный дом Наркомтяжпрома. В доме, в частности, проживали сотрудники РНИИ: С. П. Королёв, Г. Э. Лангемак, Ю. А. Победоносцев, М. К. Тихонравов, а также лётчики, первые Герои Советского Союза: М. В. Водопьянов, Н. П. Каманин, С. А. Леваневский. С. П. Королёв жил в квартире № 11 на шестом этаже с 1936 по 1938 год, здесь же был арестован по ложному доносу.[9]

## Общественный транспорт
- Станции метро  Смоленская и  Смоленская — в 650-700 метрах от начала улицы.
- Станции метро  Краснопресненская /  Баррикадная — в конце улицы.
- Автобусы:
  - 366 (ранее т66) - от улицы Заморёнова до улиц Красная Пресня / Баррикадная.
  - с511 — от Площади Свободной России до улицы Заморёнова.
  - 116 — по всей длине улицы в обоих направлениях.
  - с216 (только будние дни, в выходные маршрут отменён), м32 (ранее 4) - от Площади Свободной России до улицы Заморёнова и обратно.